# Caldiero
Caldiero is een gemeente in de Italiaanse provincie Verona (regio Veneto) en telt 6046 inwoners (31-12-2004). De oppervlakte bedraagt 10,4 km², de bevolkingsdichtheid is 581 inwoners per km².
De volgende frazioni maken deel uit van de gemeente: Caldierino.

## Demografie
Caldiero telt ongeveer 2244 huishoudens. Het aantal inwoners steeg in de periode 1991-2001 met 17,9% volgens cijfers uit de tienjaarlijkse volkstellingen van ISTAT.
| Jaar | Inwoneraantal |
| ---- | ------------- |
| 1991 | 4798          |
| 2001 | 5655          |

## Geografie
De gemeente ligt op ongeveer 44 m boven zeeniveau.
Caldiero grenst aan de volgende gemeenten: Belfiore, Colognola ai Colli, Lavagno, San Martino Buon Albergo, Zevio.